# Pojistka smrti
Pojistka smrti (anglicky Double Indemnity) je film noir režiséra Billyho Wildera z roku 1944. Scénář na motivy stejnojmenné novely Jamese M. Caina napsali Billy Wilder a Raymond Chandler. Vypráví příběh vraždy a pojišťovacího podvodu.

## Děj

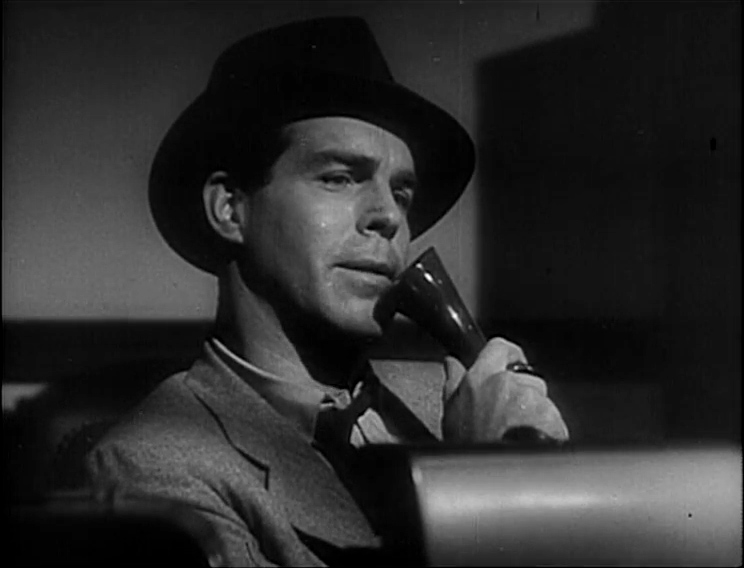
Neff nahrává své svědectví

Pojišťovací agent Walter Neff (Fred MacMurray) se pozdě v noci vrací do kanceláře v centru Los Angeles a začne diktovat do diktafonu vzkaz pro svého přítele a kolegu, Bartona Keyese (Edward G. Robinson), likvidátora pojišťovny. Téměř celý příběh je pak vyprávěn v retrospektivě.
Neff se během rutinní obchodní schůzky setká s přitažlivou Phyllis Dietrichson (Barbara Stanwyck). Flirtují spolu. Phyllis se pak zeptá, jak by mohla uzavřít pro svého manžela pojistku vztahující se na úraz a úmrtí tak, aby o tom nevěděl. Neff pochopí, že Phyllis uvažuje o vraždě, a dá jasně najevo, že s tím nechce mít nic společného.
Nemůže však na Phyllis přestat myslet, a když jej žena navštíví v jeho vlastním bytě, neodolá jí. Neff se domnívá, že zná všechny triky pojišťovacího byznysu, a navrhne vraždu provést tak, aby vypadala jako náhodný pád z vlaku, což je událost, na kterou se vztahuje dvojnásobné plnění (double indemnity).
Poté, co si Dietrichson náhodou zlomí nohu, Phyllis ho veze na nádraží, odkud má odjet na plánované setkání absolventů vysoké školy. Neff se skryje na zadním sedadle a zabije Dietrichsona poté, co Phyllis zastaví v opuštěné ulici. Poté Neff nastoupí do vlaku, přičemž je oblečen jako Dietrichson. Přejde do posledního vozu na otevřenou plošinu a předstírá, že si chce zakouřit. Stojí tu již jiný cestující (Porter Hall), ale nakonec se ho podaří přimět, aby odešel. Neff na dohodnutém místě seskočí a pak spolu s Phyllis položí Dietrichsonovo tělo na koleje.
Norton, šéf pojišťovny, se domnívá, že šlo o sebevraždu, ale Keyes cituje statistiky, z nichž vyplývá krajní nepravděpodobnost sebevraždy skokem z pomalu jedoucího vlaku. Keyes nejprve nemá podezření na zločin. Pak je mu ale nápadné, že Dietrichson nenárokoval plnění za svou zlomenou nohu, a vyvozuje z toho, že o pojistce nevěděl. Nakonec dochází k závěru, že ho zavraždila Phyllis s nějakým neznámým komplicem.
Keyes však není Neffovou jedinou starostí. Navštíví jej dcera oběti, Lola (Jean Heather), přesvědčena, že nevlastní matka Phyllis může za smrt jejího otce. I Lolina matka totiž zemřela za podivných okolností, když Phyllis byla její ošetřovatelkou. Neff začne scházet s Lolou, nejprve proto, aby jí rozmluvil úmysl svěřit se policii, a pak proto, že jej trápí vědomí viny.
Keyes pozve Jacksona do Los Angeles. Po prozkoumání fotografií Dietrichsona si je Jackson jist, že muž, kterého potkal, byl minimálně o patnáct let mladší. Keyes chce odmítnout pojistné plnění a nutí Phyllis podat žalobu. Neff varuje Phyllis, aby se neobracela na soud, a přiznává, že mluvil s Lolou o minulosti. Lola mu pak řekne, že zjistila, že se její přítel, horkokrevný Nino Zachetti (Byron Barr), tajně scházel s Phyllis.
Keyes sdělí Neffovi, že má podezření, že hledaným komplicem je Nino (byl totiž několikrát spatřen, když v noci k Phyllis zašel). Neff v tom vidí způsob, jak se zachránit. Dohodne si u Phyllis schůzku. Řekne jí, že ví o jejích stycích s Ninem, a obviní ji, že chce Nina přimět k tomu, aby Neffa zavraždil. Neff teď prozradí, že sám má v úmyslu ji zabít a svalit vinu na Nina. Phyllis však je připravena a střelí jej do ramene. Je zraněn, ale ještě stojí na nohou, pomalu přijde blíž a vyzve ji, aby střílela znovu. Phyllis se nemá k činu a Neff ji zastřelí.
Venku Neff čeká na Nina (podle původního Neffova plánu). Neff mu zakazuje vstoupit do domu, a místo toho mu radí jít za „ženou, která vás opravdu miluje“: za Lolou. Nino neochotně poslechne. Zraněný Neff se vrátí do své kanceláře a začne nahrávat své svědectví na diktafon.
Keyes nepozorovaně přijde a vyslechne dost, aby pochopil celou pravdu. Keyes Neffovi smutně říká: „Waltře, jsi vyřízený.“ Neff prohlásí, že se ještě pokusí o útěk do Mexika, aby se vyhnul trestu smrti, ale na cestě k výtahu se sesune k zemi. Keyes mu zapálí cigaretu, zatímco oba čekají na příjezd policie.

## Obsazení
| Fred MacMurray     | Walter Neff                  |
| Barbara Stanwyck   | Phyllis Dietrichsonová       |
| Edward G. Robinson | Barton Keyes                 |
| Porter Hall        | Jackson                      |
| Jean Heather       | Lola Dietrichsonová          |
| Tom Powers         | Dietrichson                  |
| Byron Barr         | Nino Zachetti                |
| Richard Gaines     | Edward S. Norton, Jr.        |
| Fortunio Bonanova  | Sam Garlopis                 |
| John Philliber     | Joe Peters                   |
| Raymond Chandler   | muž začtený do knihy (cameo) |